# 若井けいじ・えいじ
若井けいじ・えいじ（わかいけいじ・えいじ）は、昭和後期に活躍した漫才コンビ。

## 来歴
1969年12月に若井はんじ・けんじに入門し当時師匠の所属事務所ケーエープロダクションに因み「けいじ・えいじ」を名乗る（最後の弟子）。1970年にトップホットシアターで初舞台。
トップホットシアターを中心に活動。当時では異例の書生姿で演じる漫才が話題を呼ぶ。その後解散。解散後は2人は司会業やラジオのパーソナリティーをやった。
けいじは2008年11月19日に芸能生活40周年記念のパーティーを帝国ホテル大阪で開催。えいじは完全に引退している。

## メンバー
- 若井 けいじ（わかい けいじ、本名：森上良博、1948年 - ）

大阪市の生まれ。
- 若井 えいじ（わかい えいじ、本名：小畑稔、1946年 - ）

香川県観音寺市の生まれ。

## 弟子
以下けいじの弟子
- 若井めがね・かめら
- 若井しもべ